# La Sainte Famille Canigiani

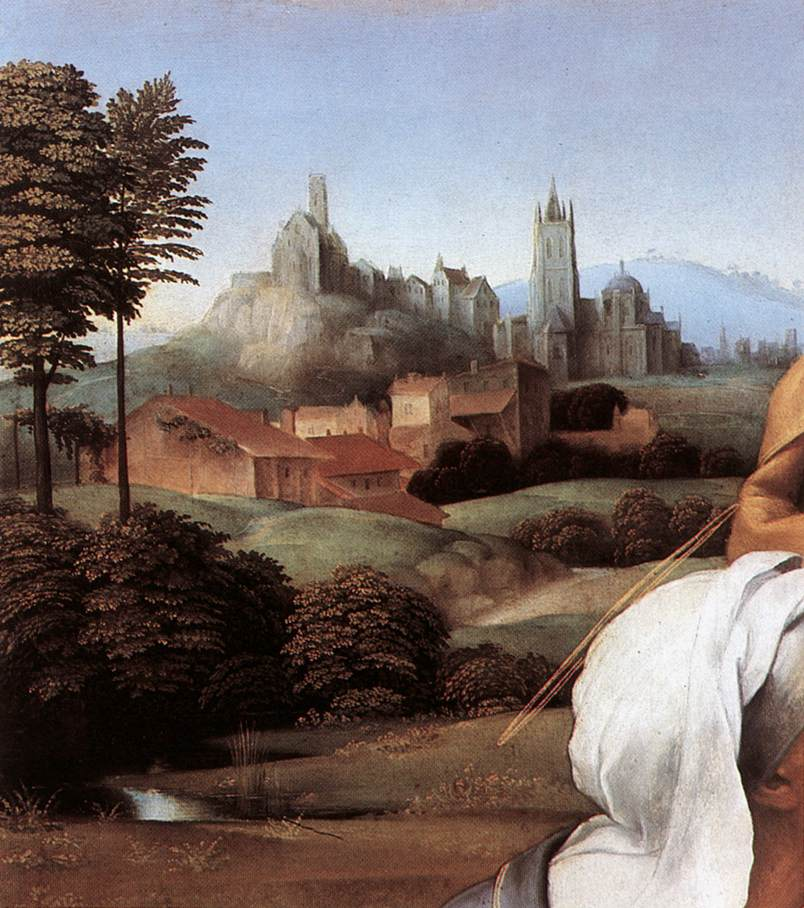
Détail du paysage

La Sainte Famille Canigiani (en italien Sacra Famiglia Canigiani) est une peinture religieuse de Raphaël. Le tableau est actuellement conservé à la Alte Pinakothek à Munich (Allemagne). L'œuvre est signée par l'artiste RAPHAEL URBINAS sur l'échancrure de la veste de Marie.

## Histoire
Le tableau a été probablement réalisé pour le Florentin Domenico Canigiani (d'où le nom de l'œuvre), où elle a été vue par Giorgio Vasari auprès des héritiers.
La peinture passa dans la collection des Médicis puis fit partie de la dot de Anne-Marie-Louise de Médicis, épouse de Jean-Guillaume de Neubourg-Wittelsbach. Elle décora alors le palais familial de Düsseldorf avant d'être transférée en (1801) à Munich afin de la protéger des vues de Napoléon Ier.
La datation (1507-1508) découle de données stylistiques liant la peinture aux dernières années du séjour florentin du peintre comme La Sainte Famille à l'agneau et le Retable Baglioni.
Au cours du XVIIIe siècle, le ciel bleu avait été élargi et avait fini par occulter deux groupes d'angelots volant près des angles supérieurs du tableau. Ceux-ci apparaissaient déjà dans une copie ancienne de l'œuvre conservée à la Galleria nazionale di Palazzo Corsini (it) à Rome.
Les angelots qui n'étaient pas considérés comme originaux à la fin du XVIIIe siècle, ont été redécouverts en 1982, quand, à la suite d'une restauration méticuleuse, leur authenticité a été certifiée.
Une autre réplique ancienne se trouve à la Galleria Nazionale delle Marche à Urbino.

## Thème
Conformément à l'iconographie chrétienne de la Sainte Famille, le tableau représente Marie et l'Enfant Jésus accompagnée de Joseph, de sainte Élisabeth et son fils saint Jean-Baptiste.
Marie, qui tient un livre ouvert dans une main, définit aussi l'œuvre comme une madonna leggente.

## Description
Placés au centre d'un format vertical, les trois personnages adultes sont composés dans un triangle avec Joseph à son sommet ; il veille, appuyé des deux mains sur son bâton, sur Marie et Élisabeth, dont les visages sont placés à un même niveau ; se faisant face et agenouillées, elles portent chacune leur fils devant elles, qui, nus, jouent ensemble, portant chacun l'extrémité d'un phylactère.
Marie porte un livre encore ouvert dans la main gauche, un doigt placé dans sa lecture interrompue.
Le fond paysager de collines et de bosquets laisse voir, de part et d'autre de Joseph, deux villes avec leurs clochers, leurs remparts, et des montagnes se profilent dans le lointain à droite du tableau. À gauche, un bosquet masque en partie un ruisseau.
Le parterre du pré de la scène principale est agrémenté au premier plan de fleurs détaillées.
Les coins gauche et droit du haut du tableau comportent des groupes d'angelots dans des nuages.
Les personnages sont tous pieds nus et portent une auréole discrète, elliptique.

## Analyse
La composition a une forme pyramidale inspirée des œuvres de Léonard de Vinci.
La prédominance de Joseph (placé au sommet de ce triangle) est justifiée par l'augmentation de son culte au cours du XVIe siècle ; son image rappelle le saint Joseph du Tondo Doni de Michel Ange. Raphaël augmenta le nombre de personnages en recherchant dans les poses raffinées des correspondances formelles avec des rythmes curvilignes qui se nouent et se dénouent continuellement aussi bien en surface qu'en profondeur.
Les regards et le gestes se mélangent savamment en un complexe étudié, mais dont l'effet produit est extrêmement simple et naturel avec un ton serein et posé, bien différent des inquiétudes de Léonard.
Le détail des herbes au premier plan et l'habillage en fond par un paysage rappellent le style de Léonard de Vinci. Le paysage qui se perd dans le lointain possède des caractères vénitiens. La richesse des couleurs et des tons brillants évoque Giorgione.

## Sources
- (it) Cet article est partiellement ou en totalité issu de l’article de Wikipédia en italien intitulé « Sacra Famiglia Canigiani » (voir la liste des auteurs).